# سالار افراسیابی
سالار افراسیابی (زادهٔ ۱۰ سپتامبر ۱۹۹۱) یک بازیکن فوتبال اهل گرگان است. 
از باشگاه‌هایی که در آن بازی کرده‌است می‌توان به باشگاه فوتبال سیاه‌جامگان اشاره کرد.